# Erigorgus alpigenus
Erigorgus alpigenus là một loài tò vò trong họ Ichneumonidae.